# Харес Юссеф
Харес Юссеф (англ. Hares Youssef; араб. حَارِث يُوسف‎; род. 16 ноября 1964, Латакия, Сирия) — сирийский философ, поэт, экономист, филантроп, автор книги «Gaiia».

## Биография
Харес Юссеф родился 16 ноября 1964 года в селе Джибуль, что находится возле города Джабла провинции Латакия в Сирии
В 18 лет был направлен в СССР в качестве военного курсанта в рамках межправительственного соглашения между Сирией и СССР, но вскоре оставил военную карьеру. В 1989 году поступил в Киевский Государственный Университет экономики и окончил его в 1994 году. Затем успешно занялся бизнесом, который со временем распространился на различные сферы экономики, в частности, недвижимость, металлургию, промышленный инжиниринг, энергетику.
В 1995 году большая часть его промышленных и коммерческих активов была консолидирована в единый холдинг — Hares Group Holding, зарегистрированный в Австрии. Оборот компании в 2004 году составил 420 млн долл.
В 1999 году защитил кандидатскую диссертацию в Институте мировой экономики и иностранных дел Национальной академии наук Украины.
Харес Юссеф являлся советником Президента Украины в период президентства Виктора Ющенко (2005—2010): в 2005 году — по вопросам иностранных инвестиций, в 2007—2010 годах — по вопросам Ближнего Востока.
В 2007 году он вошёл в топ-список 200 самых влиятельных украинцев по данным украинского еженедельника «Фокус».
В 2009 году в возрасте 45 лет Харес Юссеф пересматривает свои жизненные приоритеты, оставляет большую часть своих бизнес-активов на Украине и переезжает в Европу, где посвящает себя философским и экономическим исследованиям, а также создаёт благотворительный фонд «The 40 Foundation» для поддержки науки, искусства и других областей знаний.
В настоящее время Юссеф Харес проживает с семьёй — женой Ольгой и семью детьми в Париже.

## Проекты в области IT
В 2010-е годы занялся развитием ряда стартапов в области информационных технологий. В декабре 2015 года заявил о том, что работает над проектом социальной сети, позволяющей делать благотворительные пожертвования в форме привязанной к цене золота виртуальной валюты «Golden Hearts».

## Экономическая философия
Является сторонником перехода от системы экономических расчётов, основанных на себестоимости продукции, к расчётам, основанным на количестве или эквиваленте затраченной энергии (см. энергетический эквивалент), предлагая использовать соотношение кВт/час в качестве оптимальной денежной единицы. В этой связи поддерживал проведение в июле 2012 года в Хорватии международной конференции по вопросам социальной трансформации, посвящённой энергетической валюте.

## Благотворительная деятельность
В различные периоды поддерживал культурные и социальные инициативы на Украине и в мире, в частности, фонд «Украина-3000» Екатерины Ющенко, ряд благотворительных проектов ЮНЕСКО. В 2011—2013 годы издавал литературный журнал «Другой», главным редактором которого был всемирно известный арабский поэт и эссеист Адонис.